# Wouter Crabeth II
Wouter Crabeth II (Gouda, 1594 – Gouda, 18 giugno 1644) è stato un pittore olandese del cosiddetto secolo d'oro.

## Biografia
Era figlio di Pieter Crabeth, importante esponente politico di Gouda, di cui fu borgomastro, e nipote di Wouter Crabeth I, disegnatore e progettista di vetrate colorate.
Ricevette istruzione nell'arte della pittura da Cornelis Ketel.
Viaggiò in Francia ed in Italia, rimanendo 10 anni circa a Roma dal 1615 al 1625 dove fu uno dei fondatori della Schildersbent. Qui studiò la pittura antica e contemporanea.
Al suo ritorno a Gouda si sposò nel 1628 con Adrienne Vriesen e non lasciò più la sua città natale.
Dipinse secondo lo stile praticato dai Caravaggisti di Utrecht, dedicandosi soprattutto alla pittura di soggetti storici e di ritratti. Assimilò maggiormente la tecnica e i soggetti della pittura italiana piuttosto che quelli della pittura olandese.
Eseguì varie opere per Petrus Purmerent, tra cui un dipinto in cui Purmerent stesso è ritratto come Bernardo di Chiaravalle, il teologo e riformatore francese che convertì Guglielmo d'Aquitania. Da notare in questo dipinto la presenza di alcune donne, probabilmente klopjes, cioè suore laiche che, anziché sposarsi, dedicavano la loro vita alla chiesa e che generalmente provenivano da famiglie abbienti.
Furono suoi allievi Aart van Waas e Gysbert van der Kuyl.

## Opere

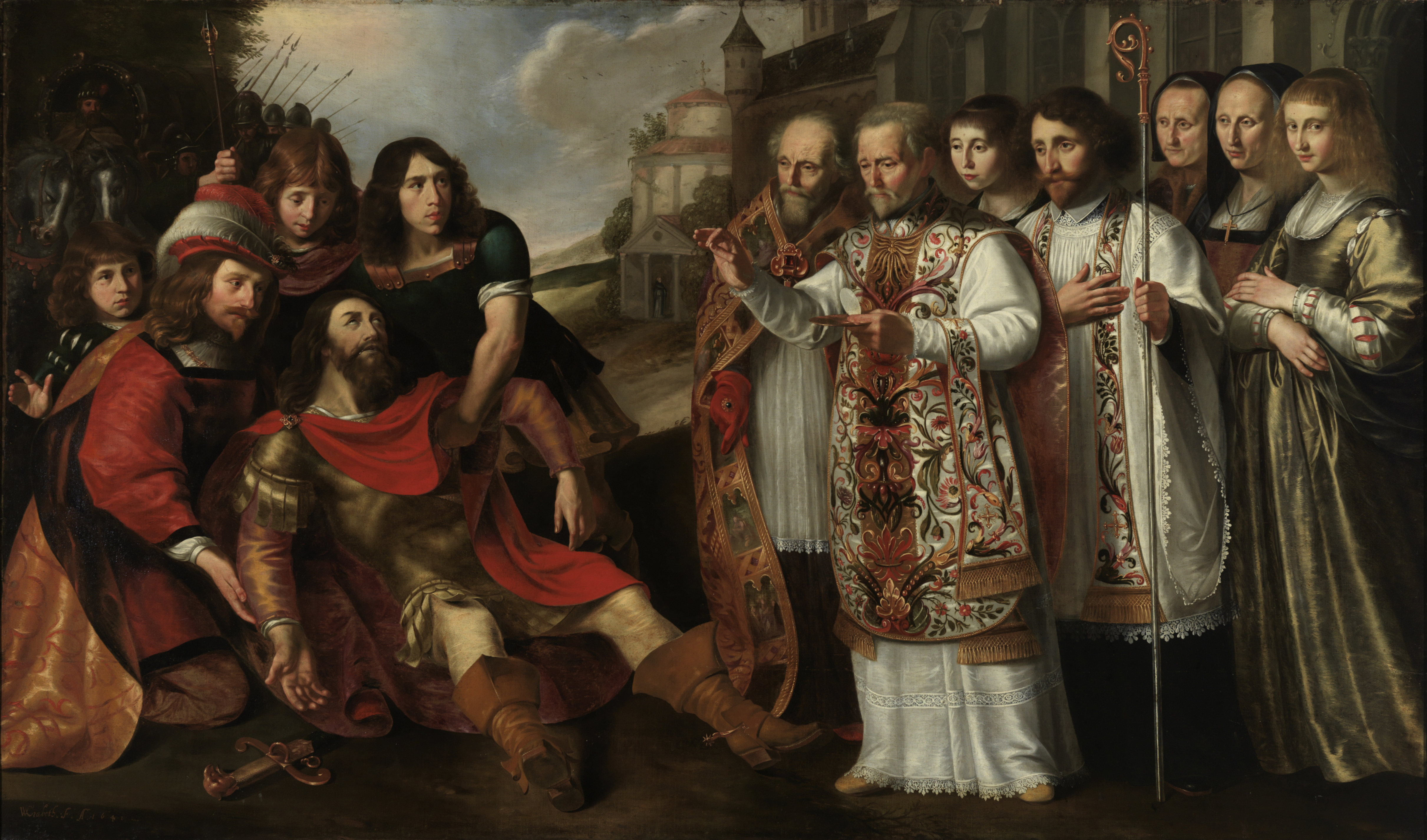
Bernardo di Chiaravalle converte Guglielmo d'Aquitania (1641)

- Assunzione della Vergine, olio su tela, 1628, Stedelijk Museum Het Catharina Gasthuis, Gouda[10][11]
- L'Adorazione dei Magi, 1631, Museum Het Catharina Gasthuis, Gouda[12]
- Bernardo di Chiaravalle converte Guglielmo d'Aquitania, olio su tela, 1641[13]
- Ufficiali della Schutterij col colonnello Harmanus Herbertsz., 1644, Museum Het Catharina Gasthuis, Gouda[14]
- I bevitori, olio su tela, 110 x 110 cm[15]
- I bari, olio su tela, 77,5 x 109,2 cm[16]
- Cristo e gli Apostoli in preghiera, olio su tela, 155,6 x 197 cm[17]